# Der Affe als Richter zwischen Wolf und Fuchs

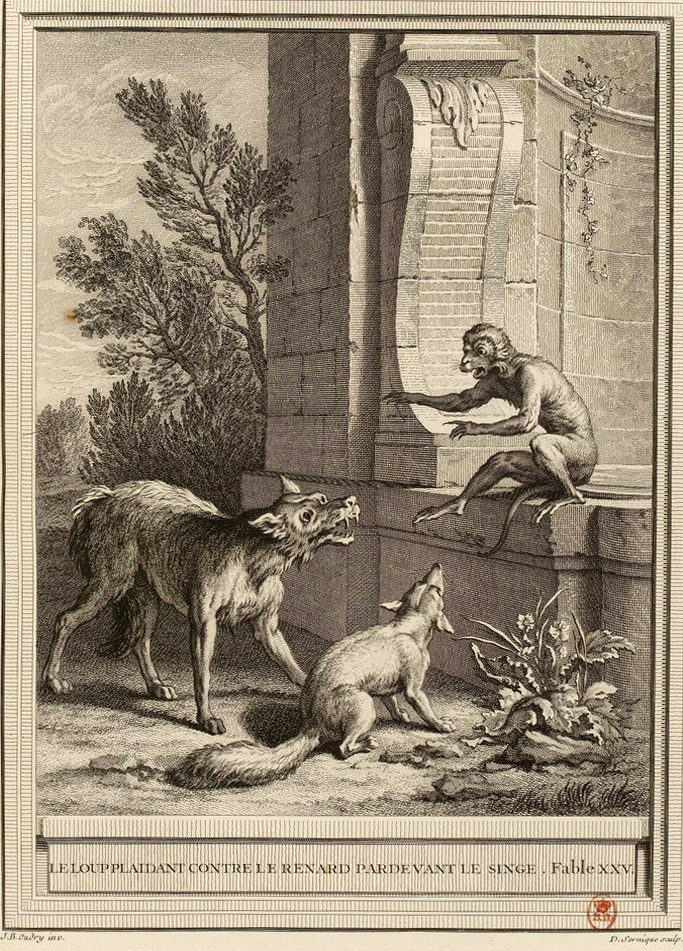
Kupferstich von Jean-Baptiste Oudry

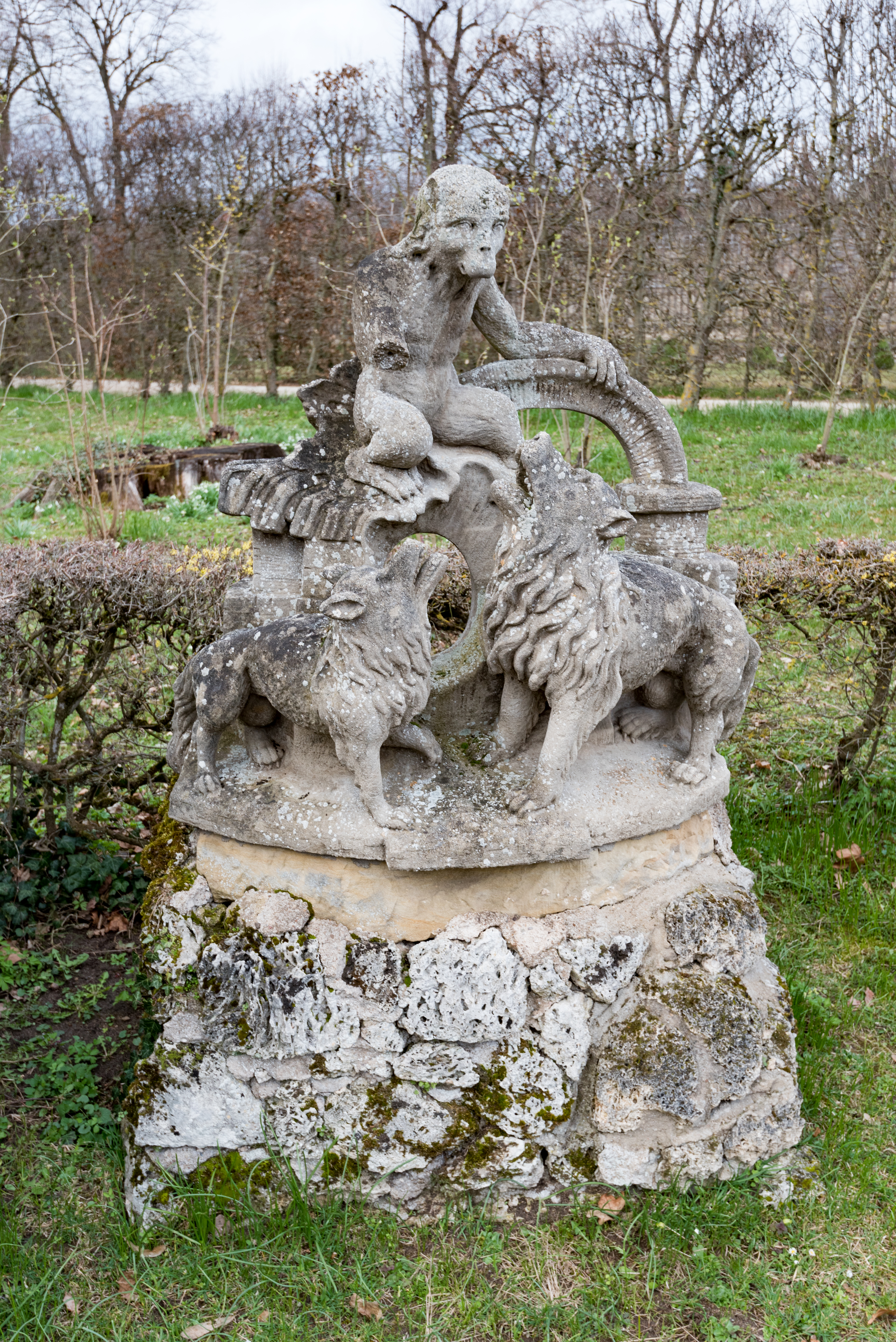
Veitshöchheim, Hofgarten, Der Affe als Richter zwischen Wolf und Fuchs

Der Affe als Richter zwischen Wolf und Fuchs (französisch Le Loup plaidant contre le Renard par-devant le Singe) ist eine Fabel des französischen Dichters Jean de La Fontaine, die erstmals 1668 veröffentlicht wurde. Als Vorlage nutzte er die Fabel Lupus et Vulpes Iudice Simio des römischen Fabeldichtes Phaedrus, der wiederum auf eine Fabel des griechischen Dichters Äsop als Quelle verwies. La Fontaine bearbeitete die Vorversion nicht nur poetisch, sondern gab auch seiner Geschichte eine andere Wendung.
Die Fabel stellt in einer burlesken Szene vor Gericht dar, wie ein Affe über einen angeblichen Diebstahl zwischen einem Wolf und einem Fuchs entscheidet. Die Entschlossenheit des Richters (der beide Parteien für schuldig hält) scheint einige Leser La Fontaines verstört zu haben, wie die Autorennotiz der Fabel nahelegt.

## Inhalt
Ein Wolf klagte seinen Nachbarn Fuchs vor Gericht eines Diebstahls an. Der Wolf glaubte es zwar selber nicht, aber da der Fuchs ein Spitzbube sei, war er sicher, dass dieser die Straftat begangen habe. Die beiden Gegner hielten persönlich ihre Plädoyers vor dem Richter, dem Affen. Der Schiedsmann schwitzte auf seinem Richterstuhl, denn „seit Affendenken saß noch nicht in so verzwicktem Fall Frau Themis zu Gericht.“ Nachdem die beiden schreiend mit Schwur und Gegenschwur ihre Sache vorgetragen hatten, sprach der Affe: „Ich kenn' euch zwei viel besser als ihr glaubt, /Und straf' euch beide unverhohlen; /Du, Wölflein, klagst, obgleich dir niemand was geraubt, /Du aber, Füchslein, hast trotz alledem gestohlen.“ Der Richter dachte bei sich, wenn man aufs Geratewohl einen Schurken straft, so tut man immer das Richtige. Am Schluss der Fabel fügte der Erzähler eine persönliche Notiz hinzu: „Einige Personen von gutem Geschmack hielten dafür, dass die Unmöglichkeit und der Widerspruch im Urteil dieses Affen unterdrückt werden müssten; doch habe ich mich seiner nur nach dem Vorbild des Phädrus bedient; und in ihm gerade, dünkt mich, liegt der ganze Witz.“

## Analyse
Die Quelle beschreibt in nur zehn Zeilen die gleiche Situation, die La Fontaine in seiner Version dann geistreich umformt. Die Moral entspricht bei Phädrus in etwa der deutschen Redewendung „Wer einmal lügt, dem glaubt man nicht, und wenn er auch die Wahrheit spricht“.
Die Fabel von La Fontaine verzichtet auf die einleitende Moral des Originals, stattdessen drückt sie der Affe im Abschluss in eigenen Worten aus. Phädrus lässt den Richter auch keine solche unhaltbare Sentenz aussprechen. La Fontaine verwendet den französischen Begriff „lit de justice“ (Sitzung eines Tribunals); eigentlich bedeutete „tenir un lit de justice“, wenn der König in Person einer außerordentlichen Sitzung des Parlamentes präsidierte, um wichtige Dinge mit demselben zu beraten und ihm seinen Willen kundzugeben.
La Fontaine erwähnt keinen Lügner, wie es Phaedrus tat, sondern lässt den Richter sprechen, dass ein Urteil niemals falsch ist, das aufs Geratewohl einen Bösewicht verurteilt. In seiner Begleitnote am Ende der Fabel weist er auf die absurde Logik Phaedrus’, dessen Moral die Entscheidung des Affen stützt, da sie sich auf den Leumund beider Tiere konzentriert. Phaedrus sagte auch nichts darüber, dass der Fall besonders schwierig war, auch nicht, dass der Richter ins Schwitzen kam. Durch solche Veränderungen verlagert La Fontaine den Fokus von der Unfähigkeit eines Lügners glaubwürdig zu erscheinen auf die Unfähigkeit eines Richters zu urteilen. Die Notiz  scheint auf den ersten Blick nicht dazu zu dienen, das widernatürliche Urteil des Affen zu erklären, sondern eher eine akademische Leserschaft besänftigen zu wollen. Doch hat La Fontaines Einstufung dieser Leser als „quelques personnes de bon sens“ (= ein paar Leute mit gesundem Menschenverstand) eine ironische Note, denn die Entscheidung des Affen beruht darauf, dass er wahrgenommen hat, was andere nicht sahen – das Schlüsselwort ist „censurer“ (zensieren).

## Rezeption
Das Thema war in der Kunst als Motiv beliebt, zum Beispiel als Sandsteinskulptur im Schloss Veitshöchheim oder auf den Stoffbezügen eines Armlehnstuhls von Elisabeth Ludovika von Bayern.